# Speyeria ashtaroth
Speyeria ashtaroth är en fjärilsart som beskrevs av Fischer 1859. Speyeria ashtaroth ingår i släktet Speyeria och familjen praktfjärilar. Inga underarter finns listade i Catalogue of Life.